# Graniczna Placówka Kontrolna Włodawa
Graniczna Placówka Kontrolna Włodawa – pododdział Wojsk Ochrony Pogranicza pełniący służbę na przejściu granicznym ze Związkiem Radzieckim.
W październiku 1945 roku Naczelny Dowódca WP nakazywał sformować na granicy  51 przejściowych punktów kontrolnych.
Graniczna placówka kontrolna Włodawa powstała w 1945 roku jako kolejowy przejściowy punkt kontrolny III kategorii o etacie nr 8/12 . Obsada PPK składała się z 10 żołnierzy i 1 pracownika cywilnego.

## Dowódcy placówki
- por. Bronisław Ilczyszyn[3]